# Донгсоай
Донгсоай (вьет. Đồng Xoài) — город провинциального подчинения на юге Вьетнама, административный центр провинции Биньфыок.
Донгсоай расположен на реке Рать (Rạch) примерно в 110 км к северу от города Хошимин и в 110 км от границы с Камбоджей. Через город проходит шоссе Хо Ши Мина (№ 14, Quốc lộ 14), которое здесь пересекается с провинциальным шоссе № 741. Площадь города — 168,47 км². Население по данным на 2019 год составляет 108 595 человек.
Динамика численности населения провинции по годам:
| 2014   | 2019    |
| ------ | ------- |
| 95 820 | 108 595 |

В административном отношении подразделяется на 6 городских кварталов: Танбинь, Тандонг, Танфу, Тантхьен, Тансуан, Тьентхань, и 2 общины: Тантхань и Тьенхынг.